# Wahlkreis Arbroath and Broughty Ferry
Der Wahlkreis Arbroath and Broughty Ferry ist ein Wahlkreis (englisch constituency) für die Wahl eines Abgeordneten des britischen Unterhauses (House of Commons).

## Ergebnisse

### Parlamentswahl 2024
| Kandidaten           | Kandidaten             | Parteien                | Stimmen | %    |
| -------------------- | ---------------------- | ----------------------- | ------- | ---- |
|                      | Stephen Gethins        | Scottish National Party | 15.581  | 35,3 |
|                      | Cheryl-Ann Cruickshank | Labour Party            | 14.722  | 33,4 |
|                      | Richard Brooks         | Conservative Party      | 6.841   | 15,5 |
|                      | Gwen Wood              | Reform UK               | 3.800   | 8,6  |
|                      | David Evans            | Liberal Democrats       | 2.249   | 5,1  |
|                      | Ghazi Khan             | Alba Party              | 693     | 1,6  |
|                      | Moira Brown            | Sovereignty             | 231     | 0,5  |
| Gesamt               | Gesamt                 | Gesamt                  | 44.117  | 100  |
|                      |                        |                         |         |      |
| Ungültige Stimmen    | Ungültige Stimmen      | Ungültige Stimmen       | 161     | 0,4  |
| Wähler               | Wähler                 | Wähler                  | 44.278  | 58,1 |
| Wahlberechtigte      | Wahlberechtigte        | Wahlberechtigte         | 76.149  |      |
|                      |                        |                         |         |      |
| Quelle: UK Parlament |                        |                         |         |      |